# La passione
La passione di nostro signore Gesù Cristo (Utrpení a smrt našeho pána Ježíše Krista) je oratorium, které zkomponoval Josef Mysliveček na libreto Pietra Metastasia, poprvé bylo uvedeno v roce 1773.

## Vznik skladby
Roku 1730 napsal Pietro Metastasio (1698–1782) libreto k oratoriu La passione di nostro signore Gesù Cristo, které ještě téhož roku zhudebnil Antonio Caldara.

## Recepce
Myslivečkovo oratorium La passione patřilo v 70. a 80. letech 18. století patřilo k nejpopulárnějším skladbám svého žánru v Itálii a v katolické části německy mluvících zemích.

### Postavy
- Giuseppe d’Arimatea (Josef z Arimatie), tenor
- Pietro (sv. Petr), soprán
- Giovanni (sv. Jan), alt
- Maddalena (Marie Magdaléna), soprán

## Provedení
- Collegium 1704, dir. Václav Luks, sol. Martina Janková, Simona Šaturová, Sophie Harmsen, Krystian Adam, Pražské jaro, Rudolfinum, Dvořákova síň, 29. května 2013[3]

## Nahrávky
- La passione di nostro signore Gesù Cristo. Capriccio, 2005. Neue Orchester (dir. Christoph Spering), sol. Sophie Kartauser, Jorg Waschinski, Yvonne Berg, Andreas Karasiak.